# Parafia św. Franciszka z Asyżu w Prażmowie
Parafia pw. Świętego Franciszka z Asyżu w Prażmowie – parafia rzymskokatolicka należąca do dekanatu tarczyńskiego, archidiecezji warszawskiej, metropolii warszawskiej Kościoła katolickiego. Siedziba parafii mieści się w Prażmowie. Obsługiwana przez księży archidiecezjalnych.

## Historia
Parafia została erygowana w XIV wieku.

### Kościół parafialny
Obecny kościół parafialny pochodzi z początku XIX wieku, wybudowany w stylu klasycystycznym.